# スティーヴン・ゲイトリー
スティーヴン・パトリック・デイヴィッド・ゲイトリー (英語: Stephen Patrick David Gately、1976年3月17日 - 2009年10月10日) は、アイルランドの歌手で、ボーイゾーンの一員だった。

## 生涯
ダブリンの労働者階級に生まれる。ボーイゾーンとしての活動の他にソロでCDを出したり、テレビドラマに出演した。
1999年にゲイである事をカミングアウトした。2000年にボーイゾーンが活動休止になると、ゲイトリーは俳優の仕事もこなし始めた。2003年にはJoseph and the Amazing Technicolor Dreamcoatに、2005年にはチキ・チキ・バン・バンのミュージカル・リメイク版にも出演した。
2006年、エルトン・ジョンの紹介でアンドリュー・カウルスとシビル・パートナーシップを結ぶ。2009年、スペインのマヨルカ島に滞在中に肺水腫で死亡した。スペインの裁判所は彼の遺体をアイルランドに戻す事を許可した。葬儀には南アフリカ共和国や台湾からもファンが掛け付けたという。現在、ボーイゾーンは残されたメンバーで活動を再開している。

## ディスコグラフィ

### スタジオアルバム
- New Beginning (2000年)

### シングル
- New Beginning (2000年)
- I Believe (2000年) - 映画『リトル・ダンサー』のサウンドトラック
- Stay (2001年)
- Children Of Tomorrow (2007年)